# Galindo-Salcedillo
Galindo-Salcedillo es una localidad española del municipio de Valle de Trápaga, perteneciente a la provincia de Vizcaya, en la comunidad autónoma del País Vasco. En 2023, la entidad singular de población tenía empadronados 204 habitantes y el núcleo de población, 174.